# Professional Risk Managers’ International Association
Die Professional Risk Managers’ International Association (PRMIA) ist eine internationale Gesellschaft für Manager im Risikomanagement mit Sitz in Northfield (Minnesota).
Die im Januar 2002 gegründete Nonprofit-Organisation umfasst 45 Ortsverbände (sogenannte chapters) in Großstädten auf der ganzen Welt. Im deutschsprachigen Raum gibt es lokale chapter in Frankfurt am Main, Düsseldorf, München und Wien.
Die gemeinnützige, mitgliedergeführte Vereinigung fördert die Standards im Risikomanagement durch den Austausch von Ideen und die Vermittlung von Wissen. Daneben erstellt sie Studien für Externe, unter anderem für Bloomberg. Die PRMIA-Mitglieder können an Fachvorträgen teilnehmen sowie sich zu aktuellen Themen rund um das Risikomanagement austauschen. Darüber hinaus bietet die Organisation mehrere Zertifizierungen an. Die Gebühren zum Associate Professional Risk Manager (Associate PRM) belaufen sich beispielsweise auf 689 US-Dollar. Stand 2024 gibt es weltweit rund 4.600 Zertifizierte.
Die Vereinigung hat weltweit etwa 50.000 Mitglieder (Stand 2015).
Sie pflegt weltweit Partnerschaften mit Universitäten. Im deutschsprachigen Raum sind dies der Lehrstuhl für Finanzmathematik an der TU München und die Fachhochschule des BFI Wien.